# مرسيلا بوبيني
مارسيلا بوبيني (ولدت في بولونيا بإيطاليا) هي مغنية وكاتبة أغاني مقرها لندن ومؤسس The Puppini Sisters .  
في عام 2004 ، أنشأ مجموعة جديدة تسمى Puppini Sisters ، ثلاثي الوئام الوثيق المستوحى من المجموعات الشقيقة في الثلاثينيات والأربعينيات.  حصل أول ألبوم لـ Puppini Sisters ، Betcha Bottom Dollar  (UCJ ، 2006) ، على قرص ذهبي في المملكة المتحدة.  
في مايو 2013 ، تم ترشيحها لتكون عمدة كامدن.  
في عام 2015 ، أصدرت Puppini كل شيء جميل(Everything Is Beautiful) ، أول ألبوم منفرد لها من المواد الأصلية ، والذي وصفته بأنه «كهربائي كلاسيكي(عتيق)، لأنه ليس مجرد تأرجح كهربائي ، إنه مزيج من أنماط عتيقة مختلفة يتم تفسيرها بصوت إلكتروني».

## روابط خارجية
- مرسيلا بوبيني على موقع ميوزك برينز (الإنجليزية)
- مرسيلا بوبيني على موقع ديسكوغز (الإنجليزية)